# Азербайджанская письменность на основе арабской графики
Азербайджанский алфавит на основе арабской графики, исторически — Тюркский алфавит (перс. الف با ترکی‎ alefbâ-i torkî,  азерб. تُرک الف باسی türk əlifbası) — алфавит используемый для записи азербайджанского языка основанный на арабской вязи. Пишется справа налево. Был официальным алфавитом азербайджанского языка вплоть до 1929-го года когда в Советском Союзе было принято решение перевести азербайджанский язык на латиницу. Однако абджад до сих пор используется в Иранском Азербайджане для записи азербайджанского языка.

## Алфавит
Алфавит представляет собой арабскую вязь, модифицированную характерными для тюркских языков буквами: нэф ݣ [ŋ], гяф گ [gʲ], чим ﭺ [tʃ], пэ پ [p], жэ ژ [ʒ]. Также, вместо традиционной арабской ك (кяф) использовалась ک во избежания путаницы.
В качестве хатта (почерка) используется Насталик (азерб. نستعلیق‎), который был введен в XIV веке для персидского языка каллиграфистом Мир Али Табризи. Есть мнение, что насталик используется только в поэзии. В написании азербайджанских рукописных книг существует множество хаттов кроме насталик: талик, шикасте, сулс, рейхани, дивани, руга, мухаггык, туги и др. использовались линейные образцы. В целом, большинство хаттов арабского письма были выработаны тюрками. Научные работы в основном написаны линией насх (азерб.  نسخ). Буквы в алфавите называются харф (حرف hərf), точки над/под харфами называются нокта (نقطه noqta).
| Изолированно | Название  | Азербайджанский латинский эквивалент                     | Комментарий |
| ------------ | --------- | -------------------------------------------------------- | --- |
| ‍ ا‎            | алиф əlif | a, ə, i                                                  | начальный звук [a] записывается через алиф с маддой (آ): آلتی altı «шесть»; в середине и конце слова буква ا обозначает долгий гласный ȃ; если слово начинается с беззвучной согласной, например, с Син (س) без гласной, то перед ней обязательно надо поставить букву алиф, которая будет обозначать короткий гласный «и»: اسپرت [испирт] — «спирт», استکان [истакан] — «стакан» |
| ‍ ب‎            | ба ba     | b                                                        | нередко заменяет собой букву پ (пэ), особенно когда в некоторых диалектах слово и так произносится с этой буквой, например, бычак вместо пчак |
| ‍ پ‎            | па pa     | p                                                        | идентична русской «п»; из-за сингармонизма может произноситься твёрдо (п) и мягко (пь) в зависимости от слова |
| ‍ ت‎            | тэ tə     | t                                                        | |
| ‍ ث‎            | сэ sə     | s                                                        | |
| ‍ ج‎            | джим cim  | c                                                        | нередко заменяет собой букву چ (Чим), так как چ это производная от ج, именно поэтому в латинице Джим обозначается как «c», а Чим как «ç» |
| ‍ چ‎            | чим çim   | ç                                                        | означает букву «ч»; в традиционном азербайджанском произношении это что-то среднее между «ч» и «ц» [tʃ~tɕ~ʈʂ~ts], также, исторически заменяла собой букву «ц» в словах, заимствованных из европейских и русского языков, например, قرالیچه /кралица/ («королева»), چاریچه царица, نمچه /немця/ («немец») |
| ‍ ح‎            | хэ hə     | h                                                        | |
| ‍ خ‎            | ха xa     | x                                                        | |
| ‍ د‎            | даль dəl  | d                                                        | произносится как обычная [d], иногда может произноситься как [t], например, в конце слова, но только если следующее слово начинается с согласной |
| ‍ ذ‎            | заль zəl  | z                                                        | |
| ‍ ر‎            | рэй rey   | r                                                        | идентична русской «р»; из-за сингармонизма может произноситься твёрдо (р) и мягко (рь) в зависимости от слова |
| ‍ ز‎            | зэй zey   | z                                                        | |
| ‍ ژ‎            | же je     | j                                                        | эта буква используется в персидских, французских и других заимствованиях, однако начиная с советского времени в азербайджанском языке во французских терминах основном заменена на букву «g», например «орижинал» стало «оригинал» (как в русском) и т. д. в исконных же словах где произносится звук «ж» пишется буква Джим, например, если используется сочетание Джим и Даль (без гласного (в т.ч. огласовки) между ними), то это произносится как «жд», а не «джд» |
| ‍ س‎            | син sin   | s                                                        | |
| ‍ ش‎            | шин şin   | ş                                                        | из-за сингармонизма может произноситься как русские «ш» или «щ» в зависимости от слова |
| ‍ ص‎            | сад sad   | s                                                        | |
| ‍ ض‎            | зад zad   | z                                                        | |
| ‍ ط‎            | та ta     | t                                                        | это буква произносится как твёрдая «т» и твёрдая «д» (оба варианта верны), эту букву писали в тех случаях когда некоторых тюрки произносили слово со звуком «т», а другие с «д», например слово طاغ и طاش некоторые тюрки произносят как tağ и taş, в современном литературном азербайджанском же это daş и dağ, но в последние года использования абджада появились «чисто азербайджанские» (а не межтюркские) написания с буквой Даль: داغ и داش. В некоторых книгах пишется, что эта буква произносится как среднее между «т» и «д» |
| ‍ ظ‎            | за za     | z                                                        | |
| ‍ ع‎            | айн əyn   | ə, e, ö, ü, u                                            | не подчиняется тюркским правилам, используется в арабских словах |
| ‍ غ‎            | гайн ğayn | ğ                                                        | произносится как звонкий велярный спирант /ɣ/; русскую «г» передавали с помощью этой буквы |
| ‍ ف‎            | фэй fey   | f                                                        | идентична русской «ф»; из-за сингармонизма может произноситься твёрдо (ф) и мягко (фь) в зависимости от слова |
| ‍ ق‎            | гаф qaf   | q                                                        | используется с гласными заднего ряда; обычно произносится как [g], но иногда как [q]; в конце слова произносится как [x] если после него нет звука (конец предложения) или если следующее слово начинается на согласный звук; если же после этой буквы следующее слово начинается на гласный звук, то произносится как [ɣ~ʁ] |
| ‍ ک‎            | каф kəf   | k                                                        | используется с гласными переднего ряда, но возможно его использование с гласными заднего ряда если слово заимствовано из европейских языков; нередко эта буква заменяет собой گ (гяф) и ݣ (няф) |
| ‍ گ‎            | гяф gəf   | g                                                        | используется с гласными переднего ряда |
| ݣ‎            | нэф ŋəf   | ŋ (была исключена в 1939-м году), n, nq, ng, nğ, ğ, g, k | используется только в тюрко-алтайских словах, нельзя путать этот звук с сочетанием نگ, которое обычно используется в словах, заимствованных из фарси |
| ‍ ل‎            | лям ləm   | l                                                        | буква «Лям» заменяет собой многие звуки в азербайджанском языке, например, аффикс множественного числа пишется как لر в том в время как в азербайджанской латинице пишется -lar и -lər в зависимости от корня. В орфоэпии же их и того больше — в разговорном азербайджанском لر в зависимости от корня слова может произноситься 10-ю разными способами: lar, lər, dar, dər, tar, tər, nar, nər, rar, rər (это можно сравнить с арабским артиклем Аль, где лям произносится 14-ю разными способами) |
| ‍ م‎            | мим mim   | m                                                        | идентична русской «м»; из-за сингармонизма может произноситься твёрдо (м) и мягко (мь) в зависимости от слова |
| ‍ ن‎            | нун nun   | n                                                        | идентична русской «н»; из-за сингармонизма может произноситься твёрдо (н) и мягко (нь) в зависимости от слова |
| ‍ و‎            | вов vov   | u, o, ü, ö, v                                            | используется одновременно для обозначения o, ö, u, ü, v, однако если нужно указать на конкретный звук, то добавляются дополнительные знаки: ۋ ۆ وُ ؤ وٓ соответственно, но это используется редко, когда нужно отличить разные слова: например بوُز это buz («лёд»), بوٓز это boz («серый»), однако если слово начинается на ﻭ, то оно обозначает только согласную — v; для того, чтобы это означало гласную, нужно перед этой буквой добавить алиф — او, например, اورميه (Урмия); из-за губной гармонии также иногда может произноситься как: ı, i: قارپوز [гарпуз->гарпыз] — «арбуз»                                                            |
| ‍ ه‎            | hə        | h, a, ə                                                  | в середине слова произносится как h, в конце слова произносится как a если в предыдущем слоге используются гласные заднего ряда или как ə если в предыдущем слоге используются гласные переднего ряда. Например, البته əlbəttə «конечно», قره qara «чёрный». |
| ‍ ی‎            | йа yə     | y, i, ı, e                                               | используется одновременно для обозначения y, i (в том числе звук [i:]), ı, e, однако если нужно указать на конкретный звук, то добавляются дополнительные знаки: ي (y), ی (i), ؽ (ı), ئ (e), но на практике это не используется. Если слово начинается на ‍ ی, то оно обозначает только согласную — «й» [j]; для того, чтобы это означало гласную, нужно перед этой буквой добавить алиф — ‍ ای, например, ‍ ایلان (илан, «змея»); из-за губной гармонии также иногда может произноситься как: u, ü: اوغلی [оглы->оглу] — «оглы» (в данном случае это связано с тем, что аффикс принадлежности ı/i/u/ü в абджаде обозначается только одной буквой ی) |

### Особенности
- Гласные делятся на долгие и на короткие. Короткие гласные не пишутся, либо (при желании) пишут огласовки к согласным (харакаты), в азербайджанском языке у них своих названия: устун, эсрэ, отуру

| Знаки             | Знаки           | Знаки            |
| ----------------- | --------------- | ---------------- |
| üstün (ар. фатха) | əsrə (ар.кясра) | ötrə (ар. дамма) |
| ◌َ                 | ◌ِ               | ◌ُ                |
| Длинные аналоги   |                 |                  |
| ا                 | ی               | و                |

- Гласные всегда передаются в начале слова и в конце слова, но не всегда в его середине: اقربا əqrəbə «родственники», اوزاق uzaq «далёкий», کمرک gömrük «таможня»
- Все буквы в слове записываются слитно. Исключение составляют 7 «лунных» букв, которые не соединяются с последующей, поэтому имеют только два графических варианта (изолированный и конечный): алиф (ﺍ), даль (ﺩ), заль (ﺫ), рей (ﺭ), зей (ﺯ), же (ژ) и вов (و). Конечный вариант начертания «лунных» букв используется как собственно в конце слова, так и в середине, если «лунной» букве предшествует любая «солнечная»
- В сложных словах (в том числе в названиях городов, терминах и т. д.) каждый корень пишется раздельно, например, طاش كند (Ташкент)
- Аффиксы, начинающиеся на согласную (например, چی لق لر – lar/lər, lıq/luq, çı/çi/çu/çü) писались отдельно от слов во избежания путаницы когда последняя буква корня совпадает с первой буквой аффикса — противном случае между этими двумя буквами должна была бы звучать гласная[5]
- В арабских заимствованиях вместо «та марбута» ة, как и в персидском и османском письме, используется обычная буква ت (тэ): امانت аманат
- Буквы ث (сэ), ع (айн), ض (зад), ظ (за) встречаются только в арабских заимствованиях: مثال misal «пример», عالم aləm «мир», ضرر zərar «вред», ظفر zəfər «победа»
- В исконно тюркских словах некоторые звуки могут передаваться по-разному в зависимости от того, с гласной какого ряда они сочетаются (ср. тюркские руны). Так, с гласными переднего ряда (i, e, ə, ö, ü) звук t обычно пишется как ت , звук s — как س, звук k — как ک, а с гласными заднего ряда (a, ı, o, u) звуки t и d обычно передаются буквой ط, звук s — ص. Например, طاش daş «камень», سومک sevmək «любить», صو su «вода», قالین qalın «толстый», طورمق durmaq «вставать»
- Двойная согласная может писаться по разному — если она в корне слова, то над буквой ставится Шадда, но если к корню слова прибавляется аффикс, который начинается на ту же букву, на которую заканчивается корень, то пишутся обе согласные, например, صـقّاللی [саккаллы] («бородатый»), соответствует обоим правилам: корень слова صـقّال (саккал) + аффикс لی (лы, ли, лу, лю) (слитное написание аффиксов замечается только в поздние года использования). Шадда, как и другая диакритика, часто опускается на письме
- Переход на латиницу, полностью меняют правила заимствования слов, например, в современном латинском азербайджанском звук «г» передаётся буквой «q», но в абджаде буква Гаф (ق) считалось аналогом русской буквы «к», а буква Гяф (گ) считается мягкой и используется только с гласными переднего ряда. Из-за этого происходит путаница, например Гоголь на латинице пишется как Qoqol, но в абджаде писалось как غوغول (Ğoğol)
- В азербайджанской латинице слово не может начинаться на букву «ğ», но в абджаде много подобных слов: غول [ğul] («гуль»), غلبه‌لق [ğalabalıq] («толчея, толпа»), غازی [ğazi] («газий, ветеран») и т. д. — эти слова сейчас пишутся как qul, qələbəlik, qazi
- Сочетание نب [nb] читается как «mb»
- Английскую x (сочетание ks, икс) в словах заднего ряда исторически писали харфами гаф + син قس , однако с XX века в языках использующих арабскую графику, это начали писать сочетанием кяф + син کس , возможно это ошибка новых авторов, также возможно это связано с тем что Турция как локомотив исламского мира перешла на латиницу и объединила ق и ک в букву k; что касается сочетания ks в словах с гласными переднего ряда, то в этом случае k и s меняются местами, например, Alexander — اسکندر (İskəndər)

### Лигатуры
| Лигатура | В начале | В середине | В конце | Название | Азерб. латинский эквивалент                   | Слово (Латинский) | Слово (Абджад) |
| -------- | -------- | ---------- | ------- | -------- | --------------------------------------------- | ----------------- | -------------- |
| ‍ ﻻ‎        | ‍ ﻻ‎        | ‍ ﻼ‎          | ‍ ﻼ‎       | ламалиф  | lə, la                                        | lalə              | ‍ ﻻله‎            |
| الله     | الله     | الله       | الله    | Аллах    | Allah, -llah (-ullah, -üllah, -ıllah, -illah) | Abdullah          | ‍ عبد الله‎       |

### Аффиксы
| Аффикс      | Аффикс      | Латиницей      | Латиницей      | Латиницей      | Латиницей      | Описание                                                                                  |
| ----------- | ----------- | -------------- | -------------- | -------------- | -------------- | ----------------------------------------------------------------------------------------- |
| لر          | لر          | -lar           | -lar           | -lər           | -lər           | аффикс множественного числа                                                               |
| لق          | لک          | -lıq           | -luq           | -lik           | -lük           | словообразовательный аффикс                                                               |
| ݣ           | ݣ           | -ın            | -un            | -in            | -ün            | аффикс принадлежности третьего лица (если корень заканчивается на согласную), дополнение  |
| نݣ          | نݣ          | -nın           | -nun           | -nin           | -nün           | аффикс принадлежности третьего лица (если корень заканчивается на гласную), дополнение    |
| ی           | ی           | -ı             | -u             | -i             | -ü             | аффикс принадлежности третьего лица (если корень заканчивается на согласную), дополняемое |
| سی          | سی          | -sı            | -su            | -si            | -sü            | аффикс принадлежности третьего лица (если корень заканчивается на гласную), дополняемое   |
| چی          | چی          | -çı            | -çu            | -çi            | -çü            | аффикс действующего лица                                                                  |
| لو          | لو          | -lı            | -lu            | -li            | -lü            | аффикс производных прилагательных                                                         |
| سز          | سز          | -sız           | -suz           | -siz           | -süz           | аффикс отсутствия                                                                         |
| می          | می          | -mı            | -mu            | -mi            | -mü            | вопросительный аффикс                                                                     |
| ده          | ده          | -da            | -da            | -də            | -də            | аффикс местного падежа                                                                    |
| دن          | دن          | -dan           | -dan           | -dən           | -dən           | аффикс исходного падежа                                                                   |
| جه          | جه          | -ca            | -ca            | -cə            | -cə            | (аффикс имеет много значений)                                                             |
| ش           | ش           | -ış            | -uş            | -iş            | -üş            | словообразовательный аффикс процесса (если корень заканчивается на согласную)             |
| یش          | یش          | -yış           | -yuş           | -yiş           | -yüş           | словообразовательный аффикс процесса (если корень заканчивается на гласную)               |
| مق          | مک          | -maq           | -maq           | -mək           | -mək           | аффикс инфинитива                                                                         |
| مه          | مه          | -ma            | -ma            | -mə            | -mə            | аффикс образования отглагольного существительного                                         |
| ما          | ما          | -ma            | -ma            | -mə            | -mə            | аффикс отрицания глагола                                                                  |
| ايله (اینن) | ايله (اینن) | ilə (-la, -lə) | ilə (-la, -lə) | ilə (-la, -lə) | ilə (-la, -lə) | аналог русского предлога "с" (вместе, совместно), пишется после слова                     |
| و           | و           | və (&)         | və (&)         | və (&)         | və (&)         | аналог русского союза "и"                                                                 |

### Цифры
Для записи чисел используется позиционная десятичная система счисления, с модифицированными арабскими цифрами — они схожи со стандартными арабскими, но различаются в написании цифры 4, 5 и 6. Такие же используются в Иране, Афганистане, Пакистане; исторически использовались и в Центральной Азии.
Цифры в числе пишутся слева направо — написанные цифры располагаются так, чтобы младшая цифра находилась справа, а позиции с более высоким значением добавлялись слева. Это идентично расположению цифр как и в латинице, хоть и само письмо абджад читается справа налево, например миллион пишется так: ۱۰۰۰۰۰۰. Столбцы чисел обычно располагаются так, чтобы десятичные точки были выровнены. Отрицательные знаки пишутся справа от величин, например, ٣− (−3). Встроенные дроби как и на западе записываются с числителем слева и знаменателем справа от косой черты дроби, например ٢/٧ (2⁄7), возможно, это связано с тем, что в азербайджанском языке сначала называют знаменатель, а затем числитель (yeddidən iki — досл. "из семи два").
| Цифра                               | Цифра                               | 0     | 1        | 2    | 3   | 4          | 5        | 6           | 7     | 8      | 9            |
| ----------------------------------- | ----------------------------------- | ----- | -------- | ---- | --- | ---------- | -------- | ----------- | ----- | ------ | ------------ |
| Написание в азербайджанском абджаде | Написание в азербайджанском абджаде | ۰     | ۱        | ۲    | ۳   | ۴          | ۵        | ۶           | ۷     | ۸      | ۹            |
| Название                            | абджадом                            | صفر   | بر (بير) | ايکی | اوچ | درت (دورت) | بش (بيش) | التی (آلتی) | يدی   | سکز    | طقوز (دوقوز) |
| Название                            | латиницей                           | sıfır | bir      | iki  | üç  | dört       | beş      | altı        | yeddi | səkkiz | doqquz       |
| Название                            | кириллицей                          | сыфыр | бир      | ики  | үч  | дөрт       | беш      | алты        | једди | сәккиз | доггуз       |

### Другие символы
| ،‎    | запятая                                     |
| ؍‎    | разделитель даты                            |
| ؟‎    | знак вопроса                                |
| ؛‎    | точка с запятой                             |
| ؞‎    | троеточие                                   |
| ٪‎    | знак процента                               |
| ؉‎    | знак промилле                               |
| ﷼‎    | знак риала                                  |
| ‍ٺومان‎ | знак тумана писался с вертикальными точками |

## История

### Начало использования
Современная наука относит время завершения формирования азербайджанского этноса к концу XV века.
Наддиалектное койне представлено фольклорными материалами, как, например «Книгой моего деда Коркута».

### Конец использования
После завоевания Азербайджана Россией в 1828-м году, на повестку был поставлен проект отмены для азербайджанского языка «исламского» алфавита, но вопрос затянулся на 100 лет. В частности, Султан-Меджид Ганиев писал, что на пропаганду и установление новой письменности тратились огромные деньги, но это не приводило ни как каким результатам:
Со стороны кавказских наместников [Российской империи] было много попыток, хоть окольным путём, отнять у кавказских тюрков и других горских народностей их родной алфавит и в этих целях им навязывали то Усларскую транскрипцию, то составленную "чиновниками-ренегатами" [намёк на М.Ф. Ахундова] латынскую азбуку تازه الفبا [тазе алифба – "новый алфавит"].
Денежные средства, многократно отпущенные на эту миссию, по бюджетам того времени были весьма солидны (см. рукописи Мирзы-Фат-Али-Ахундова на фарсидском языке). Дипломатические увертки в свою очередь были отчаянны, но чиновникам-ренегатам не посчастливилось услужить услугу приемникам "высоко-превосходительных" Ермоловых и Паскевичей, и вопрос потерпел фиаско...Султан-Меджид Ганиев, Грамматика тюркского языка кавказско-азербайджанского наречия.
Один из вариантов нового алфавита был составлен тем же Мирзой Фатали Ахундовым, в середине XIX века Ахундов предложил «отвергнуть вовсе исламский алфавит, принять европейскую систему письма и соответственно писать слева направо». В результате работы над новым проектом, Ахундов составляет новый алфавит, основанный на европейской системе и включающий 42 знака (32 согласных и 10 гласных букв). В новом проекте Ахундов сохранил как все имеющиеся в арабском алфавите буквы, так и добавил не имеющиеся гласные.
В начале XX века после провозглашения Азербайджанской ССР вопрос о переходе на латиницу вновь неоднократно поднимался азербайджанской интеллигенцией. За замену арабского алфавита выступали Джалил Мамедкулизаде, Нариман Нариманов и другие, в мае 1922 года образован комитет по переходу на латинскую графику. В 1922 году новый алфавит был утверждён. В 1925 году введён в официальное употребление параллельно с арабским.
21 июля 1928 года было принято постановление ЦИК и Совета Народных Комиссаров Азербайджанской ССР о переходе на латинскую графику.
Отмена абджада натыкалось на противодействия со стороны крестьян. В 1928 и 1929 гг. и вновь в 1931 и 1932 гг. повсюду в Азербайджане были отмечены случаи применения насилия со стороны крестьян по отношению к учителям, комсомольцам и активисткам женотдела, которые приезжали в сёла для обучения чтению и письму на основе нового алфавита.

## Передача имён собственных
- Иностранные имена и названия транслитерируются в соответствии с правилами азербайджанского абджада: например, Уильям Шекспир пишется как «ویلیام شیقسپیر», Александр Пушкин — «الکساندر پوشکین», Ёсихито — «یوشیهیتو» и т. п.
- Если имя в оригинале написано тоже на алфавите на основе арабской графики, то из-за особенностей алфавита, имя автоматически адаптируется под азербайджанский язык: например محمد (Муһаммад), произносится на местный манер (Мәһәммәд или Мә'ммәд), так как пишется одинаково.
- «-ов», «-ев», «-ёв» в окончаниях в фамилий пишется как يوف ,وف например, Тагиев пишется как تقى يوف (Taqioff / Taqiyiff), а как Аскеров как عسکروف (Askeroff). Эти аффиксы из-за губной гармонии в зависимости от корня произносятся как: (й)ыф, (й)иф, оф (ёф).